# Hornau (Windelsbach)
Hornau (fränkisch: Hourna) ist ein Gemeindeteil der Gemeinde Windelsbach im Landkreis Ansbach (Mittelfranken, Bayern). Zum Gemeindeteil zählt die Hornauer Mühle. Hornau liegt in der Gemarkung Preuntsfelden.

## Geografie

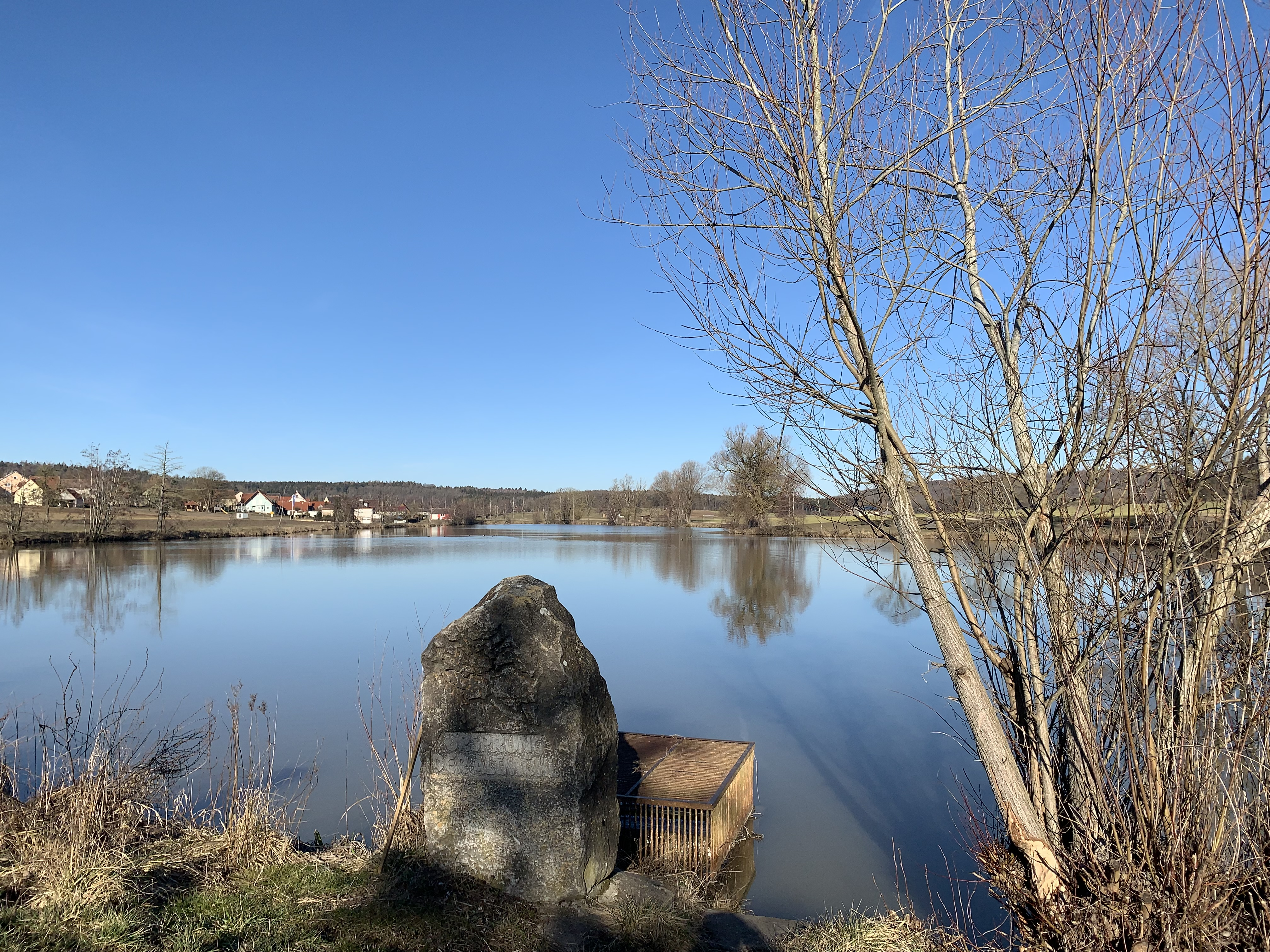
Hornauer Weiher

Das Dorf liegt dicht rechts der obersten Altmühl und des Erlachbachs, der dieser hier von rechts zufließt und welchem selbst durch den Ort der Wolfsgraben zuläuft. Östlich von Hornau liegt der von der Altmühl durchflossene Hornauer Weiher, der als Badeweiher genutzt wird, und an dessen Auslauf die Hornauer Mühle steht.
Die Kreisstraße AN 7/NEA 52 führt an der Siedlung Erlach vorbei nach Burgbernheim (3 km nördlich) bzw. zur AN 8 bei der Gugelmühle (2,3 km südlich).
Die Auffassungen über den Ursprung der Altmühl waren und sind geteilt, wie nicht selten bei den Quellen größerer Flüsse. Hydrologisch gesehen liegt er an der Quelle eines kurzen Zulaufs zum Hirschweiher im Wald beim nahen Burgbergheimer Gemeindeteil Wildbad, aber auch an der noch näheren Quelle des erwähnten Erlachbachs bei der Burgbernheimer Siedlung Erlach beansprucht ein Stein den Ursprung. Und 1904 wurde der Abflussgraben des Hornauer Weihers vom Königlichen Bayerischen Hydrotechnischen Bureau in München als Quelle der Altmühl festgelegt.

## Geschichte
Der Ortsname leitet sich von einem gleichlautenden Flurnamen ab, dessen Bestimmungswort „horo“ (mhd. = Sumpf) und dessen Grundwort „-au“ ist. Es wurde damit die Flusslandschaft der oberen Altmühl bezeichnet. Der Ort wurde wohl Ende des 12. Jahrhunderts an einer Handelsstraße gegründet, der von Bergel nach Windelsbach führte. In Folge des Dreißigjährigen Krieges war Hornau von 1641 bis 1668 völlig verödet, erst ab 1690 wurde der Ort wieder besiedelt.
Gegen Ende des 18. Jahrhunderts gab es in Hornau 19 Anwesen und ein Schloss. Das Hochgericht übte das brandenburg-bayreuthische Schultheißenamt Markt Bergel aus. Die Dorf- und Gemeindeherrschaft hatte die Reichsstadt Rothenburg. Grundherren waren die Reichsstadt Rothenburg (2 Halbhöfe, 4 Güter, 2 Halbgüter, 7 Häckersgüter, 1 Gütlein, 1 Mühle), der Rothenburger Bürger Hofmann (1 Hof) und die Kommende Rothenburg des Johanniterordens (1 Hof). Von 1797 bis 1810 unterstand der Ort dem Justizamt Külsheim und Kammeramt Ipsheim.
Im Rahmen des Gemeindeedikts wurde Hornau dem 1811 gebildeten Steuerdistrikt Bergel und der 1817 gebildeten Munizipalgemeinde Bergel zugeordnet. Mit dem Zweiten Gemeindeedikt (1818) wurde der Ort in die neu gebildete Ruralgemeinde Preuntsfelden umgemeindet.
Am 1. Januar 1972 wurde Hornau im Rahmen der Gebietsreform in Bayern nach Windelsbach eingegliedert.

### Baudenkmäler
- Haus Nr. 18: ehemaliges markgräfliches Jagdschlösschen, Gasthaus zum goldenen Hirschen, mit Mansardwalmdachbau und Fachwerkobergeschoss, 18. Jahrhundert[10]

ehemaliges Baudenkmal
- ehemalige Sägemühle, Walmdachbau, Fachwerkobergeschoss, Mitte 18. Jahrhundert

### Einwohnerentwicklung
| Jahr      | 001818 | 001840 | 001861 | 001871 | 001885 | 001900 | 001925 | 001950 | 001961 | 001970 | 001987 | 002011 | 002016 |
| Einwohner | 110    | 130    | 135    | 144    | 138    | 140    | 147    | 169    | 129    | 129    | 125    | 123    | 117    |
| Häuser    | 18     | 26     |        |        | 32     | 32     | 31     | 30     | 28     |        | 35     |        |        |
| Quelle    | [ 12 ] | [ 13 ] | [ 14 ] | [ 15 ] | [ 16 ] | [ 17 ] | [ 18 ] | [ 19 ] | [ 20 ] | [ 21 ] | [ 22 ] |        | [ 1 ]  |

## Religion
Der Ort ist seit der Reformation evangelisch-lutherisch geprägt und gehört bis heute zur Kirchengemeinde St. Nikolaus (Preuntsfelden), einer Filiale von St. Martin (Windelsbach). Die Einwohner römisch-katholischer Konfession sind nach St. Johannis (Rothenburg ob der Tauber) gepfarrt.